# Sebastiano Ricci
Sebastiano Ricci (Belluno, 1 d'agost de 1659 - Venècia, 15 de maig de 1734) va ser un pintor italià.

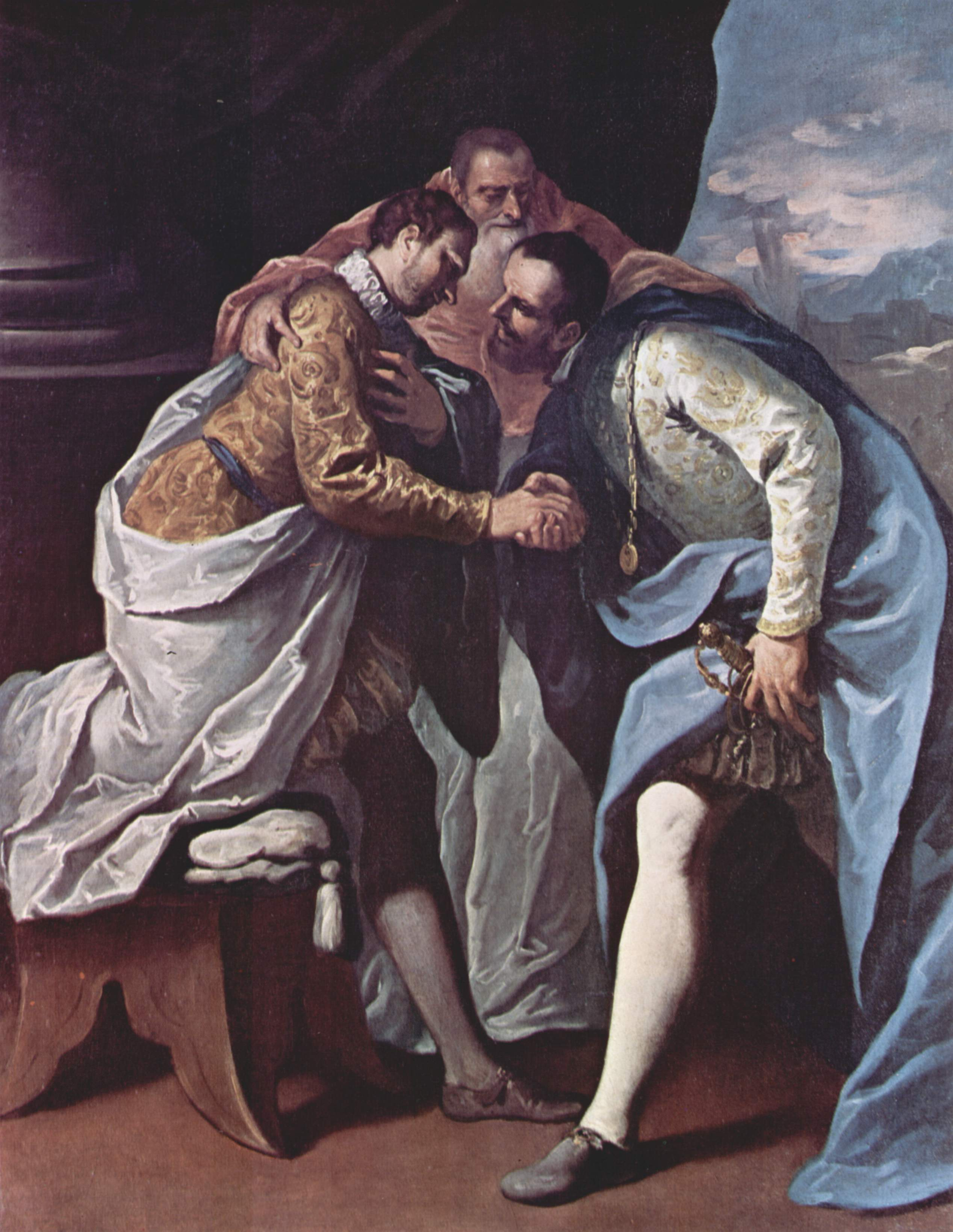
El papa Pau III reconcilia a Francesc I i Carles V 1688 Palau Farnese, Piacenza.

Fill de Livio i Andreana, va ser batejat a Belluno l'1 d'agost de 1659. El 1671 entra com a aprenent a Venècia del pintor Federico Cervelli. Més tard serà deixeble de Sebastiano Mazzoni.
Ricci, que treballava el 1678 en un taller de Rialto (Venècia), va deixar embarassada una noia, i per evitar el matrimoni va intentar, sense èxit, enverinar-la. Empresonat, va ser alliberat gràcies a una noble persona, probablement de la potent família Pisani, i es va traslladar a Bolonya. Aquí rep en 1682 un encàrrec de la Confraternità di San Giovanni de' Fiorentini per pintar una Degollació de Sant Joan Baptista, per al seu oratori.
El 1685 obté un contracte amb el comte de San Secondo, a la vora de Parma, per a la decoració de l'Oratori della Beata Vergine del Serraglio, que completa amb la col·laboració de Ferdinando Bibiena el 1687. L'any 1686 pinta una Pietat, encarregada pel duc Ranuccio II de Parma, per al convent de les Caputxines Noves de Parma. Mentrestant es casa, amb la mediació del cardenal Antonio Pignatelli, amb la noia veneciana que havia seduït i que li havia donat una filla.
Entre 1687 i 1688 decora els apartaments de la duquessa Maria d'Este, dona de Ranuccio II, al seu Palau de Piacenza, amb un grup de pintures a l'oli representant la Història de Pau III. Ricci abandona a Bolonya, l'any 1688, la seva dona i la seva filla, per fugir a Torí amb Maddalena, filla del pintor Giovanni Francesco Peruzzini; denunciat, és arrestat i condemnat a mort, però finalment indultat per intervenció del duc de Parma, el seu gran benefactor, el qual li atorga una carta de recomanació i li assigna una pensió mensual de 25 corones. Amb aquests mitjans, el 1691 es trasllada a Roma, on s'allotja al Palau Farnese.
A Roma rep l'encàrrec el 1692 de copiar la Coronació de Carlemany de Rafael Sanzio al Vaticà, pel compte de Lluís XIV de França, acabada el 1694 per la dificultat de reproduir el disseny de Rafael. A la mort del seu protector Ranuccio Farnese el 1694, Ricci deixa Roma per instal·lar-se a Milà, on rep l'encàrrec per executar uns frescs per a la capella de l'església de San Bernardino alle Ossa, obra acabada l'any 1695.
El comte Giacomo Durini encarrega a Ricci, l'any 1697, el retaule Teodolinda funda la Basílica per a la catedral de Monza. El 1698 Ricci es troba a Venècia, però treballa a Pàdua, on el 1700 inaugura el seu retaule de San Gregorio a l'església de Santa Giustina, i inicia els frescs de la capella del Santíssim Sagrament.
El 1701 rep del cartògraf venecià Vincenzo Maria Coronelli l'encàrrec de l'Ascensió, per a la sagristia de la Basílica dels Sants Apòstols a Roma. L'any següent viatja a Viena, on pinta els frescs del Saló Blau del Palau de Schönbrunn amb l′Al·legoria de les Virtuts principesques, que il·lustra l'educació del futur emperador Josep I, representant una figura al·legòrica, l'Amor de la Virtud, que aparta al príncep dels plaers de Venus guiant-lo al tron on l'ho esperen la Glòria i l'Eternitat. A Viena rep també l'encàrrec d'una Ascensió per a l'elector de Saxònia Frederic August, convertit al catolicisme per garantir-se la successió a la corona polonesa.
El 1704 executa els Sants Proclo, Firmo i Rústic a la catedral de Bèrgam, i la Crucifixió per a l'església florentina de San Francesco de'Macci, actualment als Uffizi.